# Hyggepianist
En hyggepianist er en person som spiller klaver til en fest eller reception. Musikken vil typisk være afdæmpet baggrundsmusik som de færreste lægger mærke til, men som bidrager til at give en hyggelig atmosfære.
| Musik | Spire Denne musikartikel er en spire som bør udbygges. Du er velkommen til at hjælpe Wikipedia ved at udvide den. |